# Планета (премия)
Премия «Планета» (исп. Premio Planeta) — литературная премия, вручаемая с 1952 года в Испании за лучший неопубликованный роман на испанском языке. Наряду с Премией Надаля является влиятельной наградой в испанской литературе.
Премия «Планета» была основана учредителем медиаконцерна Grupo Planeta Хосе Мануэлем Лара Эрнандесом и вручается одноимённым издательством в составе концерна. Писатели подают свои рукописи на рассмотрение жюри под псевдонимом, чтобы настоящее имя автора ему не было известно, поэтому премии «Планета» часто удостаиваются ранее не известные писатели. Церемония награждения проводится ежегодно в октябре в Барселоне. По своей денежной составляющей в 601 тыс. евро премия «Планета» занимает второе место в мире после Нобелевской премии по литературе. С 1974 года премия «Планета» в размере 150 250 евро также вручается за второй роман, вышедший в финал.

## Лауреаты премии «Планета»
- 1952 — Хуан Хосе Мира (Испания) за En la noche no hay caminos
- 1953 — Сантьяго Лорен (Испания) за Una casa con goteras
- 1954 — Ана Мария Матуте (Испания) за «Маленький театр» / Pequeño teatro
- 1955 — Антонио Прието Мартин (Испания) за Tres pisadas de hombre
- 1956 — Кармен Курц (Испания) за El desconocido
- 1957 — Эмилио Ромеро Гомес (Испания) за La paz empieza nunca
- 1958 — Фернандо Бермудес де Кастро (Испания) за Pasos sin huellas
- 1959 — Андрес Босч (Испания) за La noche
- 1960 — Томас Сальвадор (Испания) за El atentado
- 1961 — Торкуато Лука де Тена (Испания) за La mujer de otro
- 1962 — Анхель Васкес Молина (Испания) за Se enciende y se apaga una luz
- 1963 — Луис Ромеро (Испания) за El cacique
- 1964 — Конча Алос (Испания) за Las hogueras
- 1965 — Родриго Рубио (Испания) за Equipaje de amor para la tierra
- 1966 — Марта Порталь (Испания) за A tientas y a ciegas
- 1967 — Анхель Мария де Лера (Испания) за «Последние знамёна» / Las últimas banderas
- 1968 — Мануэль Ферранд (Испания) за Con la noche a cuestas
- 1969 — Рамон Сендер (Испания) за En la vida de Ignacio Morel
- 1970 — Маркос Агинис (Аргентина) за La cruz invertida
- 1971 — Хосе Мария Хиронелья (Испания) за Condenados a vivir
- 1972 — Хесус Сарате (Колумбия) за «Тюрьма» / La cárcel
- 1973 — Карлос Рохас Вила (Испания) за «Асанья» / Azaña
- 1974 — Хавьер Бенгерель (Испания) за Icaria, Icaria…
- 1975 — Мерседес Салисачс (Испания) за La gangrena
- 1976 — Хесус Торбадо (Испания) за En el día de hoy
- 1977 — Хорхе Семпрун (Испания) за «Автобиография Федерико Санчеса» / Autobiografía de Federico Sánchez
- 1978 — Хуан Марсе (Испания) за «Девушка в золотых трусиках» / La muchacha de las bragas de oro
- 1979 — Мануэль Васкес Монтальбан (Испания) за «Южные моря» / Los mares del Sur
- 1980 — Антонио Ларрета (Уругвай) за «Кто убил герцогиню Альба, или Волаверунт» / Volavérunt
- 1981 — Кристобаль Сарагоса (Испания) за Y Dios en la última playa
- 1982 — Хесус Фернандес Сантос (Испания) за Jaque a la Dama
- 1983 — Хосе Луис Олаисола (Испания) за La guerra del general Escobar
- 1984 — Франсиско Гонсалес Ледесма (Испания) за Crónica sentimental en rojo
- 1985 — Хуан-Антонио Вальехо-Нагера (Испания) за Yo, el rey
- 1986 — Теренси Мош (Испания) за «Не говори мне, что это был сон» / No digas que fue un sueño
- 1987 — Хуан Эслава Галан (Испания) за «В поисках единорога» / En busca del unicornio
- 1988 — Гонсало Торренте Бальестер (Испания) за «Филомено, к моему сожалению» / Filomeno, a mi pesar
- 1989 — Соледад Пуэртолас (Испания) за Queda la noche
- 1990 — Антонио Гала (Испания) за El manuscrito carmesí
- 1991 — Антонио Муньос Молина (Испания) за «Польский всадник» / El jinete polaco
- 1992 — Фернандо Санчес Драго (Испания) за La prueba del laberinto
- 1993 — Марио Варгас Льоса (Перу) за «Литума в Андах» / Lituma en los Andes
- 1994 — Камило Хосе Села (Испания) за La cruz de San Andrés
- 1995 — Фернандо Х. Дельгадо (Испания) за La mirada del otro
- 1996 — Фернандо Шварц (Испания) за El desencuentro
- 1997 — Хуан Мануэль де Прада (Испания) за «Буря» / La tempestad
- 1998 — Кармен Посадас (Испания) за «Маленькие подлости» / Pequeñas infamias
- 1999 — Эспидо Фрейре (Испания) за «Замороженные персики» / Melocotones helados
- 2000 — Маруха Торрес (Испания) за Mientras vivimos
- 2001 — Роса Регас (Испания) за La canción de Dorotea
- 2002 — Альфредо Брисе Эченике (Перу) за «Сад моей любимой» / El huerto de mi amada
- 2003 — Антонио Скармета (Чили) за El baile de la Victoria
- 2004 — Лусия Эчеварриа (Испания) за Un milagro en equilibrio
- 2005 — Мария де ла Пау Ханер (Испания) за Pasiones romanas
- 2006 — Альваро Помбо (Испания) за «Судьба Матильды Турпин» / La fortuna de Matilda Turpin
- 2007 — Хуан Хосе Мильяс (Испания) за El mundo
- 2008 — Фернандо Саватер (Испания) за «Братство счастливых людей» / La Hermandad de la Buena Suerte
- 2009 — Анхелес Касо (Испания) за «Навстречу ветру» / Contra el viento
- 2010 — Эдуардо Мендоса (Испания) за «Кошачья свара. Мадрид. 1936» / Riña de gatos. Madrid 1936
- 2011 — Хавьер Моро (Испания) за «Империя — это ты» / El imperio eres tú
- 2012 — Лоренсо Сильва (Испания) за «Метка меридиана» / La marca del meridiano
- 2013 — Клара Санчес (Испания) за «Небо перевернулось» /El cielo ha vuelto
- 2014 — Хорхе Сепеда Паттерсон (Мексика) за Milena o el fémur más bello del mundo
- 2015 — Алисия Хименес Бартлетт (Испания) за Hombres desnudos
- 2016 — Долорес Редондо (Испания) за Todo esto te daré
- 2017 — Хавьер Сьерра (Испания) за El fuego invisible
- 2018 — Сантьяго Постэкельо (Испания) за Yo, Julia
- 2019 — Хавьер Серкас(Испания) за Terra Alta
- 2020 — Эва Гарсиа Саэнс де Уртури (Испания) за Aquitania
- 2021 — Хорхе Диас, Агустин Мартинес, Антонио Мерсеро (Испания) за La Bestia
- 2022 — Мария Лус Габа́с Ариньо (Испания) за Lejos de Luisiana
- 2023 — Сонсолес Онега (Испания) за Las hijas de la criada